# Ney Island
Ney Island – niezamieszkana wyspa w archipelagu Wysp Belchera, w regionie Qikiqtaaluk, na terytorium Nunavut, w Kanadzie. Jest położona pomiędzy wydłużonymi cyplami wyspy Flaherty Island. Inne wyspy w pobliżu to m.in.: Bradbury Island, Nero Island, Dove Island, Karlay Island i Mata Island.